# 624
624 (DCXXIV) var ett skottår som började en söndag i den julianska kalendern.

## Händelser

### Mars
- 17 mars – Slaget vid Badr, där profeten Muhammed segrar över trupper från Mekka.

## Födda
- Hasan ibn Ali, kalif.
- Wu Zetian, regerande kejsarinna av Kina.

## Avlidna
- Kaʿb ibn al-Aschraf, arabisk poet.
- Asma bint Marwan, arabisk-judisk poet.